# Jordens (naam)
Jordan, Jordans, Jorden, Jordens en al hun varianten komen sedert de late middeleeuwen, zowel als voornaam en als achternaam, voor in de Europese landen. Door de koloniale veroveringen en migratiegolven verschenen ze nadien ook in de nieuwe Angelsaksische landen en Latijns-Amerika.

## Oorsprong
De naam zou geïnspireerd zijn op het doopsel van Jezus Christus in de Jordaan rivier. Kruisvaarders brachten water uit de rivier mee naar hun eigen land en doopten hun zonen dan met dit water als Jordan. Hieruit zou later de achternamen Jordans en Jordens zijn voortgekomen verwijzend naar de zoon van iemand die Jordan heet (Jordan zoon). 
Gezien de tijd van verschijnen vanaf de 12de eeuw, mag men aannemen dat in meerdere landen de naam eerst als Iordens werd geschreven, zoals nu nog in het Grieks en Roemeens.

## Algemeen
De namen komen in alle Europese landen voor en werden voornamelijk vanuit Engeland en Ierland verspreid naar de Verenigde Staten, Canada en Australië. In Engeland en Ierland behoren afstammelingen tot meerdere adellijke takken met hun eigen familiewapens. De Spanjaarden en Portugezen brachten de naam naar Midden- en Zuid-Amerika.
In België komt de familienaam Jordens het meest voor in de provincie Limburg met historische spreiding in en rond de steden Antwerpen en Brussel. In 2008 waren er zo'n 1539 geregistreerde naamdragers, een kleine daling versus de 1578 in 1998. 
In Nederland vinden we de grootste concentratie in de provincie Gelderland met een vrij brede spreiding over het land maar beduidend minder in het noorden zoals in Friesland en Groningen. Een telling uit 2017 gaf 635 naamdragers aan.
De voornaam was oorspronkelijk een jongensnaam, maar wordt nu in beperkt mate ook voor meisjes gebruikt.

## Varianten

### Achternaam
Jodens, Jordan, Jordaan, Jordaans, Jordaen, Jordaens, Jordain, Jordains, Jordana, Jordanson, Jorden, Jördens, Jordeson, Jordin, Jordison, Jordon, Jourdan, Jourdain, Jurden en Jurdon.

### Voornaam
- Giordano (Italiaans)
- Iordan (Roemeens)
- Iordanes (Grieks)
- Jordanus (Latijn)
- Jordán (Spaans)
- Jordão (Portugees)
- Jourdain (Frans)
- Yordan (aan Russisch verwante talen)

## Historische personen
- Jordanus van Saksen (1190 - 1237), Duits schrijver en dominicaan.
- Jordan The Fleming alias Jordanus Flandrensis, kanselier van David I van Schotland tussen 1142 en 1143 en strijder in de slag bij Alnwick (1174).[3][4]
- Jordanus Catala de Sévérac (c.1275 - na 1330), Frans ontdekkingsreiziger en dominicaans missionaris.

## Trivia
- Er zou geen link zijn met de naam Gordon, een traditionele Schotse clannaam, die fonetisch wel dicht aansluit.